# 2046 (映画)
『2046』（ニーゼロヨンロク）は2004年の香港映画。

## 概要
『欲望の翼』『花様年華』に次ぐウォン・カーウァイの1960年代シリーズの3作目。また、この作品は『花様年華』の続編であり、一部『欲望の翼』の続編でもある。『花様年華』とほぼ同時期に撮影が開始されたが、予定通りに進まないカーウァイ監督のスタイルにキャストのスケジュール調整が難航、それにSARSによる渡航制限やレスリー・チャンの自殺などを受けて、完成までに5年の歳月が費やされた。脚本が流動的で知られるカーウァイは、レスリーへのオマージュと『欲望の翼』のエピソードを予定以上にちりばめることに決定した。
劇中の現実世界の主人公をトニー・レオン、劇中劇の主人公を木村拓哉が演じている。この物語の主軸となる2人の男性と1人の女性フェイ・ウォンの周囲をとりまくのが、トニーとの恋に溺れる娼婦チャン・ツィイー、トニーと愛を交わしながらも別れを選ぶ賭博師コン・リー、死んだ婚約者との思い出に生きる踊り子カリーナ・ラウなどである。役名や設定はかなりの割合で『欲望の翼』『花様年華』からそのまま流用されている。
日本国内興行収入約7億8000万円。
日本では2004年に劇場公開。2022年には4Kレストア版がアンプラグドの配給により「WKW4K ウォン・カーウァイ4K」で上映。
2023年、第36回東京国際映画祭の企画「マスタークラス」にて本作が上映された。上映後トークイベントに登壇したトニー・レオンが、上映作品に本作を選んだのは自身の希望によるものだと語った。

## ストーリー
1960年代、作家のチャウ・モウワン（トニー・レオン）は香港のホテルに滞在している。ホテルのオーナーの娘ワン・ジンウェン（フェイ・ウォン）は日本から来たビジネスマンのタク（木村拓哉）と恋に落ちるが、父親に交際を反対される。やがて帰国するタク。文通もままならない2人に、チャウはタクの手紙を代わりに受け取ろうと申し出る。言葉も通じず遠く国を隔てられた恋人同士にインスパイアされて、チャウは小説『2046』を書き始める。作中に登場する人物たちは永遠の愛を求め「何も変わらない」と云われる“2046”を目指して列車に乗る。この小説の主人公がタクである。

## キャスト
（）のリンクは日本語吹き替え版。
- チャウ・モウワン：トニー・レオン（小杉十郎太）
- バイ・リン：チャン・ツィイー（魏涼子）
- ワン・ジンウェン／WJW1967：フェイ・ウォン（本田貴子）
- タク：木村拓哉
- スー・リーチェン：コン・リー（五十嵐麗）
- ルル／ミミ：カリーナ・ラウ（塩田朋子）
- cc1966：チャン・チェン
- バード：トンチャイ・マッキンタイア（“バード”）
- ワン・ジェウェン：ドン・ジェ
- ミスター・ワン／車掌：ワン・シェン
- ピン：スー・ピンラン
- slz1960：マギー・チャン（特別出演）

## スタッフ
- 製作・監督・脚本：ウォン・カーウァイ
- 美術・編集：ウィリアム・チョン
- 撮影：クリストファー・ドイル、クワン・プンリョン、ライ・イウファイ
- 音楽：ペール・ラーベン、梅林茂

## 受賞など
- 第24回香港電影金像奨最優秀主演男優賞（トニー・レオン）・最優秀主演女優賞（チャン・ツィイー）
- ニューヨーク映画批評家協会賞・最優秀外国語映画賞
- 2004年度ヨーロッパ映画祭インターナショナル（非ヨーロッパ）映画賞
- 第57回カンヌ国際映画祭・コンペティション部門出品
- 文春きいちご賞2004年度第8位

## 学術的参考文献
- 藤城孝輔 「二つの時代のあいだで――『花様年華』と『2046』における狭間の時空間」、杉野健太郎編『映画とイデオロギー』（映画学叢書[監修加藤幹郎]、ミネルヴァ書房、2015年）所収。